# Datisca
Datisca är ett släkte av tvåhjärtbladiga växter som är ensam i familjen datiskaväxter (Datiscaceae).
Datisca är enda släktet i familjen Datiscaceae.
Kladogram enligt Catalogue of Life:
| Datisca | \| \| Datisca cannabina \| \| \| \| \| \| Datisca glomerata \| \| \| \| |
|         | \| \| Datisca cannabina \| \| \| \| \| \| Datisca glomerata \| \| \| \| |
|         | Datisca cannabina                                                       |
|         |                                                                         |
|         | Datisca glomerata                                                       |
|         |                                                                         |

## Bildgalleri

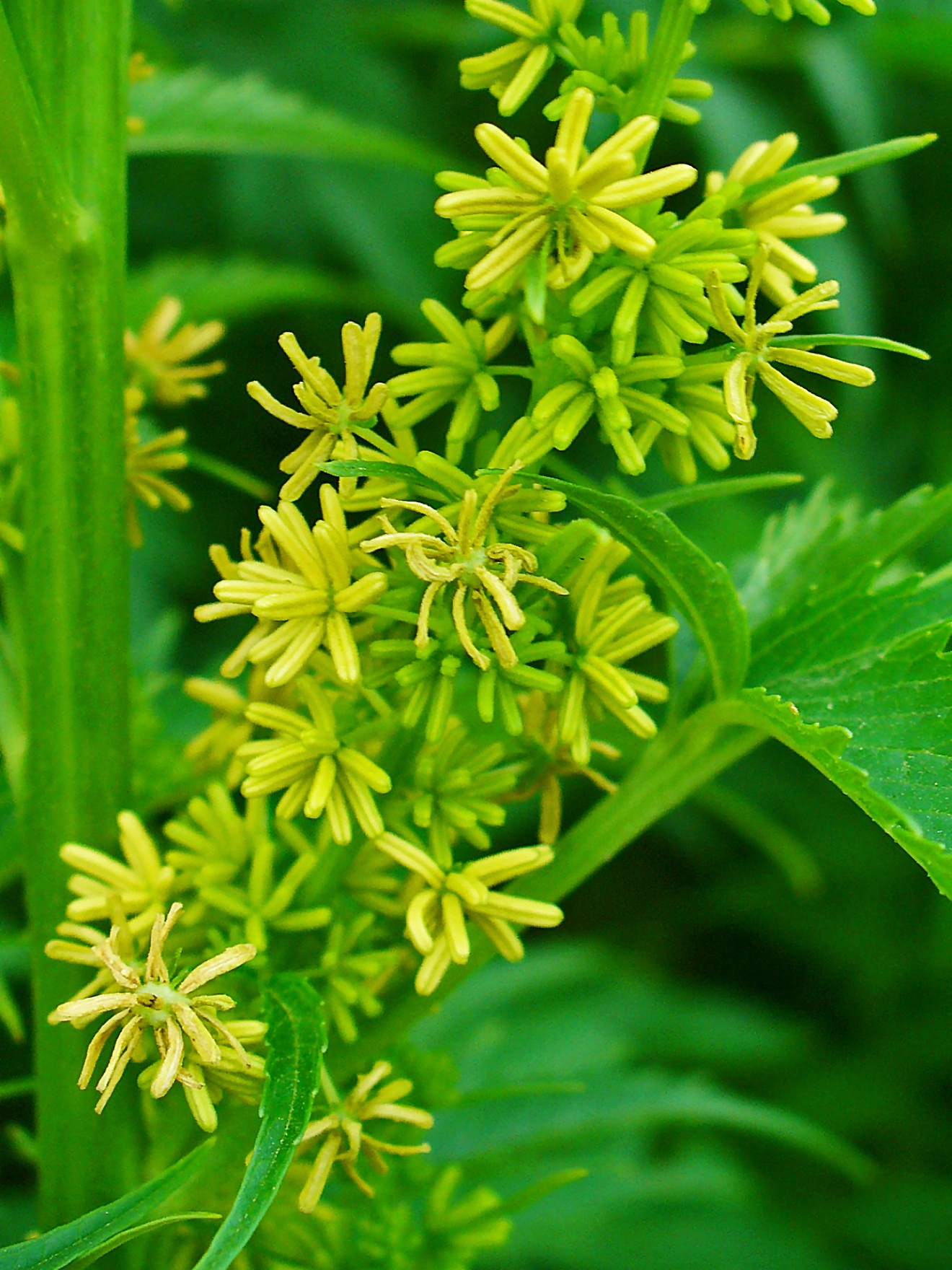